# Екатерина Венгерская
Екатерина (Каталина) Венгерская (около 1256, Королевство Венгрия — не ранее 1314, Срем) — королева Сербии в браке со Стефаном Драгутиным. Вторая дочь короля Венгрии Иштвана V и Елизаветы Куманской.

## Биография
Король Венгрии Бела IV, дед Екатерины, старался защитить южные границы своих владений, заключая союзы с соседями в Среме (Иоанн Ангел) и Славонии (Ростислав Михайлович), которые были подкреплены родственными связями. Обезопасить себя от Сербии при Уроше также можно было через династический брак, будь то в результате дипломатических переговоров или перемирия после военного столкновения. Так произошло и в 1268 году, когда король Сербии Стефан Урош I безуспешно пытался завоевать Мачву; после заключения мира Екатерина вышла замуж за его сына Стефана Драгутина. Драгутин получил  от его шурина Ладисласа IV
После передачи сербского трона его брату Милютину в 1282 году Драгутин получил от своего шурина Ласло IV Куна большие территории, включая Мачву, Усора и Соли. Драгутин получил многие из этих земель благодаря своему браку с Екатериной.
Дети Екатерины были наследниками престола Венгрии, когда брат Екатерины Ласло умер бездетным. Трон получил её дальний двоюродный брат Андраш III, однако сын Екатерины Стефан Владислав II оставался претендентом даже после смерти Андраша III в 1301 году. Екатерина и её сын были соперниками её племянников. Племянник Екатерины Карл Мартелл Анжуйский даровал им провинцию Славония, хотя она формально ему и не принадлежала.
Византийский посланник, посетивший сербский королевский двор приблизительно в 1268 году для переговоров о потенциальном брачном союзе, писал об условиях жизни королевской семьи: «Великий король [Урош], как его называют, живёт такой простой жизнью, какая является позорной для среднего чиновника в Константинополе; венгерская невестка [Екатерина] прядёт в дешёвом платье; они едят как стая охотников или овецкрадов».
Ближе к концу своей жизни муж Екатерины стал монахом и взял имя Теоктист. Он умер в 1316 году и был похоронен в Джурджеви-Ступови. Сама Екатерина умерла после 1314 года.

## Дети
- Стефан Владислав II — король Срема в 1314—1325 годах.
- Елизавета, жена боснийского бана Степана Котромана, мать будущего короля Боснии Степана (II).
- Урсула, жена Павла Шубича.
- Урошиц — похоронен как монах Стефан[5][6].